# Marbach (São Galo)
Marbach é uma comuna da Suíça, no Cantão São Galo, com cerca de 1 828 habitantes. Estende-se por uma área de 4,43 km², de densidade populacional de 413 hab/km². Confina com as seguintes comunas: Altstätten, Oberegg (AI), Oberriet, Rebstein, Reute (AR).
A língua oficial nesta comuna é o alemão.